# Aeropuerto de Chongjin
El Aeropuerto de Chongjin, conocido dentro de Corea del Norte como Aeropuerto Orang, es un pequeño aeropuerto ubicado a aproximadamente 40 kilómetros de Chongjin, en Corea del Norte. Construido por la Armada Imperial Japonesa, el aeropuerto está ahora controlado por la Armada Coreana. El aeropuerto es utilizado principalmente por vuelos militares, aunque también cuenta con algunos vuelos civiles.
El aeropuerto también da servicio a Rason, que se encuentra a una hora y media en coche.

## Aerolíneas y destinos
| Aerolíneas | Destinos           |
| ---------- | ------------------ |
| Air Koryo  | Hamhung, Pyongyang |

## Instalaciones
Hay una única pista en el Aeropuerto de Chongjin, que inicialmente tenía 1.200 metros de longitud, pero que ha sido ampliada a 2.000 metros. Hay planes para ampliar la pista hasta los 4.000 metros para convertir al aeropuerto en la segunda puerta de entrada internacional de Corea del Norte.
- Datos: Q707931
- Multimedia: Chongjin Airport / Q707931